# Lorenzo Pellegrini
Lorenzo Pellegrini (Roma, 19 giugno 1996) è un calciatore italiano, centrocampista della Roma e della nazionale italiana.

## Biografia
È sposato dal 22 maggio 2018 con Veronica Martinelli: la coppia ha tre figli.
Quando era nella formazione Giovanissimi della Roma, ha sofferto di una forma di aritmia cardiaca, che ne aveva compromesso l'idoneità sportiva.
Nel 2019 è stato testimonial di Telethon. Nel 2020, assieme ai compagni Dzeko, Kolarov e Zaniolo, ha partecipato ad un video promozionale per Qatar Airways. Nel 2022, è stato testimonial di Medici Senza Frontiere.

## Caratteristiche tecniche
Interno di centrocampo, abile sia in fase di impostazione che in fase di interdizione, nelle giovanili della Roma è stato impiegato anche come difensore centrale. Nel Sassuolo si mette in mostra come mezzala, e tra le sue caratteristiche spiccano un'ottima visione di gioco, i tempi d'inserimento e il tiro dalla distanza. Nella stagione 2018-2019 è stato utilizzato anche nella posizione di trequartista dall'allenatore Eusebio Di Francesco, e ha ricoperto questo ruolo con continuità nelle stagioni successive.

## Carriera

### Club

#### Gli inizi
Cresciuto tra Roma Sud e Cinecittà Est, muove i primi passi nell'Italcalcio, una scuola calcio riservata ai figli dei dipendenti della Banca d'Italia, per poi transitare brevemente all'ALMAS, società del quartiere Appio-Latino. Nel 2005, all'età di nove anni, entra nel vivaio della Roma. All'età di 16 anni è costretto a fermarsi per un breve periodo a causa di un'aritmia cardiaca. Con i giallorossi completa tutta la trafila delle giovanili, fino a esordire in prima squadra e in Serie A il 22 marzo 2015, a 18 anni, sostituendo Salih Uçan al 77' della partita Cesena-Roma (0-1).

#### Sassuolo
Il 30 giugno 2015, all'età di 19 anni, viene ceduto al Sassuolo a titolo definitivo, con diritto di riacquisto da parte della Roma in cambio di 10 milioni di euro; l'esborso della società neroverde è stato di 1,25 milioni di euro. Debutta con la nuova maglia l'8 novembre 2015, nella partita di campionato vinta per 1-0 contro il Carpi. Segna il suo primo gol in Serie A il 6 dicembre 2015 in Sampdoria-Sassuolo (1-3), contro la squadra guidata da Montella, che era stato suo allenatore nei Giovanissimi della Roma. Il 1º maggio 2016 è decisivo nella partita contro il Verona, vinta per 1-0 grazie al suo gol. Realizza una rete anche nella partita interna vinta per 3-1 contro l'Inter all'ultima giornata. Chiude così la sua stagione, caratterizzata da un ottimo girone di ritorno, con 19 presenze e 3 gol.
Nella stagione successiva esordisce nelle coppe europee, giocando il 29 settembre 2016 la partita di UEFA Europa League persa per 3-1 contro il Genk. Il 3 novembre, nella partita casalinga di Europa League pareggiata per 2-2 contro il Rapid Vienna, mette a segno la sua prima rete nelle coppe europee. Termina un'ottima stagione con il club emiliano con 34 presenze complessive e 8 gol.

#### Ritorno alla Roma

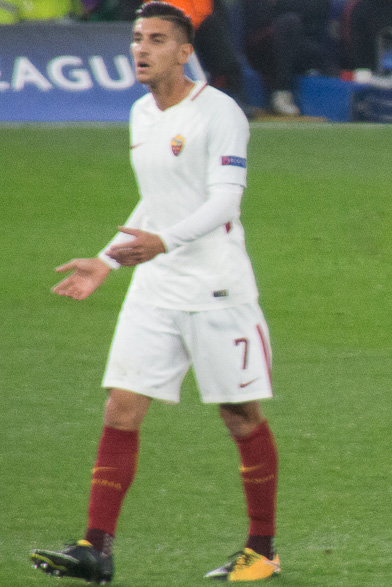
Pellegrini nel 2017 con la maglia della Roma

Il 30 giugno 2017 viene perfezionato l'ingaggio da parte della Roma, che esercita il diritto di contro-riscatto per 10 milioni. Pellegrini firma un contratto di cinque anni e sceglie di indossare la maglia numero 7, appartenuta in passato a Bruno Conti. A Roma ritrova la guida di Eusebio Di Francesco, l'allenatore che lo valorizzò ai tempi del Sassuolo. Il 20 agosto fa il suo debutto ufficiale alla prima giornata di campionato, nella vittoria esterna per 1-0 contro l'Atalanta, subentrando a Diego Perotti. Il 12 settembre 2017, all'età di 21 anni, esordisce in Champions League, rilevando Radja Nainggolan nel secondo tempo della partita casalinga della fase a gironi pareggiata (0-0) contro l'Atlético Madrid. Il 1º dicembre 2017 segna il suo primo gol in maglia giallorossa, nella partita della quindicesima giornata di campionato vinta per 3-1 contro la SPAL. Termina la stagione con un bilancio di 3 gol in campionato e 37 presenze in tutte le competizioni.
La stagione seguente inizia male per Pellegrini, che però il 29 settembre 2018 trova il primo gol stagionale, aprendo le marcature con un colpo di tacco al 45' minuto di gioco del derby di Roma (poi vinto per 3-1), valido per la settima giornata di campionato. Nella sfida rileva al 36' Javier Pastore, giocando nell'inedito ruolo di trequartista, in cui è stato poi riproposto nelle partite successive. Il 7 novembre seguente, nel corso della partita di UEFA Champions League contro il CSKA Mosca, mette a segno la sua prima rete in tale competizione, peraltro in occasione della sua cinquantesima gara con i giallorossi.
Il 19 settembre 2019 disputa la sua prima gara di Europa League in maglia giallorossa, contro il İstanbul Başakşehir. Dopo un ottimo inizio di stagione, nel quale fornisce 4 assist in campionato, il 29 settembre si procura la frattura del quinto metatarso del piede destro, infortunio per il quale viene operato con una prognosi di due mesi di recupero. Torna in campo a fine novembre, nella partita vinta per 3-0 contro il Brescia, in cui fornisce (da calcio d'angolo) un assist a Smalling. Il 16 gennaio 2020 realizza la sua prima doppietta con la Roma, nella partita degli ottavi di finale di Coppa Italia vinta per 2-0 in trasferta contro il Parma. Divenuto vice-capitano dopo la partenza di Florenzi nel mercato invernale, termina la stagione con 27 presenze e un gol in campionato.
Nella stagione successiva il tecnico Paulo Fonseca lo impiega come interno di centrocampo, al fianco di Jordan Veretout, o come uno dei due trequartisti a supporto del centravanti, nel modulo 3-4-2-1. Il 23 gennaio 2021, alla sua centesima presenza in Serie A con la Roma, realizza il gol decisivo nella gara vinta per 4-3 in casa contro lo Spezia. Nel febbraio 2021, a seguito della decisione del club di privare della fascia di capitano Edin Džeko, viene nominato nuovo capitano dei giallorossi.
Nella stagione 2021-2022, con il nuovo allenatore José Mourinho, fa il suo debutto nella neonata Europa Conference League il 19 agosto 2021 aprendo con un gol le marcature del successo esterno sul Trabzonspor (1-2). Tale rete lo rende il primo calciatore italiano ad essere andato a segno almeno una volta in tutte e tre le principali competizioni UEFA (Champions League, Europa League e Conference League). Il 16 settembre successivo realizza quindi la sua prima doppietta nella detta competizione, contribuendo al successo dei giallorossi sul CSKA Sofia (5-1). Il 25 maggio alza da capitano il trofeo della Conference League nella finale vinta per 1-0 contro il Feyenoord a Tirana, riportando la Roma a vincere un trofeo dopo 14 anni. Viene inoltre nominato miglior giocatore del torneo, venendo inserito anche nella miglior formazione della competizione. Termina la stagione con il suo record di 14 gol stagionali, di cui 9 in campionato.
Nella stagione 2022-2023 la Roma è nuovamente protagonista nelle coppe europee, dove raggiunge la finale di Europa League disputata a Budapest e persa solamente ai rigori contro il Siviglia. Pellegrini si conferma su buoni livelli, realizzando 4 gol in campionato (chiuso al 6º posto) e 4 in Europa League, competizione nella quale viene incluso nella squadra della stagione.

### Nazionale

#### Nazionali giovanili
Ha ottenuto 15 presenze con la selezione Under-19. Nel 2015 prende parte con l'Under 20 - sotto la guida di Evani - al Torneo Quattro Nazioni.
Nel marzo 2016 viene convocato per la prima volta in nazionale Under-21 dal CT Luigi Di Biagio per le partite di qualificazione all'europeo del 2017 contro Irlanda e Andorra, nelle quali tuttavia non viene impiegato. Esordisce in Under-21 il 2 giugno 2016, giocando titolare nella partita amichevole Italia-Francia (0-1) disputata a Venezia. Il 6 settembre 2016 realizza il suo primo gol con l'Under-21, nella partita di qualificazione all'Europeo 2017 vinta 3-0 contro Andorra.
In seguito viene convocato per l'Europeo Under-21 2017 in Polonia, e nella partita di esordio della manifestazione realizza in rovesciata il primo gol della gara vinta 2-0 contro la Danimarca. Gli Azzurrini sono poi eliminati in semifinale dalla Spagna.
Nel 2019 rientra in Under-21, dopo due anni, per disputare l'Europeo Under-21 ospitato dall'Italia. All'esordio, realizza un gol su rigore nella vittoria per 3-1 contro la Spagna, ma gli Azzurrini non riescono a superare la fase a gironi.

#### Nazionale maggiore
Nel febbraio 2017 è convocato dal CT Gian Piero Ventura per uno stage volto a visionare calciatori giovani ed emergenti. Esordisce in nazionale l'11 giugno 2017, poco prima di compiere 21 anni, giocando come titolare nella partita Italia-Liechtenstein (5-0) disputata a Udine e valida per le qualificazioni al Mondiale 2018. Entra in pianta stabile in nazionale nel 2018 con il CT Roberto Mancini, e il 5 settembre 2019 sigla la sua prima rete, nella gara vinta 3-1 in trasferta contro l'Armenia valida per le qualificazioni all'Europeo 2020.
Il 14 ottobre 2020 segna il suo secondo gol con gli Azzurri, nella partita di UEFA Nations League contro l'Olanda (1-1) disputata a Bergamo. Nel giugno 2021 viene convocato per il Campionato europeo, ma è costretto a saltare la manifestazione a causa di un infortunio muscolare occorsogli il giorno precedente l'esordio contro la Turchia; in sua sostituzione viene convocato Gaetano Castrovilli.
Il successivo 30 settembre viene inserito tra i 23 convocati per la fase finale della Nations League, e il 6 ottobre nella semifinale persa per 2-1 contro la Spagna realizza il gol dell'Italia dopo essere subentrato nella ripresa. Il 24 marzo 2022 scende in campo nel secondo tempo della partita di semifinale degli spareggi per la qualificazione al campionato del mondo 2022, persa 1-0 contro la Macedonia del Nord a Palermo, che sancisce l'eliminazione dell'Italia.
Nel giugno 2023, per la seconda edizione consecutiva, viene inserito nella lista dei convocati per la fase finale della Nations League, chiusa al terzo posto.
Nel giugno 2024 viene convocato dal nuovo CT Luciano Spalletti per il campionato d'Europa 2024 in Germania, manifestazione in cui veste la maglia numero 10 e scende in campo nelle quattro partite disputate dagli Azzurri, eliminati agli ottavi dalla Svizzera.

## Statistiche

### Presenze e reti nei club
Statistiche aggiornate al 4 maggio 2025.
| Stagione        | Squadra         | Campionato      | Campionato | Campionato | Coppe nazionali | Coppe nazionali | Coppe nazionali | Coppe continentali | Coppe continentali | Coppe continentali | Altre coppe | Altre coppe | Altre coppe | Totale | Totale |
| Stagione        | Squadra         | Comp            | Pres       | Reti       | Comp            | Pres            | Reti            | Comp               | Pres               | Reti               | Comp        | Pres        | Reti        | Pres   | Reti   |
| --------------- | --------------- | --------------- | ---------- | ---------- | --------------- | --------------- | --------------- | ------------------ | ------------------ | ------------------ | ----------- | ----------- | ----------- | ------ | ------ |
| 2014-2015       | Roma            | A               | 1          | 0          | CI              | 0               | 0               | UCL+UEL            | 0                  | 0                  | -           | -           | -           | 1      | 0      |
| 2015-2016       | Sassuolo        | A               | 19         | 3          | CI              | 1               | 0               | -                  | -                  | -                  | -           | -           | -           | 20     | 3      |
| 2016-2017       | Sassuolo        | A               | 28         | 6          | CI              | 1               | 1               | UEL                | 5                  | 1                  | -           | -           | -           | 34     | 8      |
| Totale Sassuolo | Totale Sassuolo | Totale Sassuolo | 47         | 9          |                 | 2               | 1               |                    | 5                  | 1                  |             | -           | -           | 54     | 11     |
| 2017-2018       | Roma            | A               | 28         | 3          | CI              | 1               | 0               | UCL                | 8                  | 0                  | -           | -           | -           | 37     | 3      |
| 2018-2019       | Roma            | A               | 25         | 2          | CI              | 2               | 0               | UCL                | 6                  | 1                  | -           | -           | -           | 33     | 3      |
| 2019-2020       | Roma            | A               | 27         | 1          | CI              | 2               | 2               | UEL                | 5                  | 0                  | -           | -           | -           | 34     | 3      |
| 2020-2021       | Roma            | A               | 34         | 7          | CI              | 1               | 1               | UEL                | 12                 | 3                  | -           | -           | -           | 47     | 11     |
| 2021-2022       | Roma            | A               | 28         | 9          | CI              | 1               | 0               | UECL               | 12                 | 5                  | -           | -           | -           | 41     | 14     |
| 2022-2023       | Roma            | A               | 32         | 4          | CI              | 2               | 0               | UEL                | 14                 | 4                  | -           | -           | -           | 48     | 8      |
| 2023-2024       | Roma            | A               | 29         | 8          | CI              | 2               | 0               | UEL                | 10                 | 2                  | -           | -           | -           | 41     | 10     |
| 2024-2025       | Roma            | A               | 25         | 2          | CI              | 2               | 0               | UEL                | 7                  | 1                  | -           | -           | -           | 34     | 3      |
| 2025-2026       | Roma            | A               | -          | -          | CI              | -               | -               | UEL                | -                  | -                  | -           | -           | -           | -      | -      |
| Totale Roma     | Totale Roma     | Totale Roma     | 229        | 36         |                 | 13              | 3               |                    | 74                 | 16                 |             | -           | -           | 316    | 55     |
| Totale carriera | Totale carriera | Totale carriera | 276        | 45         |                 | 15              | 4               |                    | 79                 | 17                 |             | -           | -           | 370    | 66     |

### Cronologia presenze e reti in nazionale
| Cronologia completa delle presenze e delle reti in nazionale ― Italia | Cronologia completa delle presenze e delle reti in nazionale ― Italia | Cronologia completa delle presenze e delle reti in nazionale ― Italia | Cronologia completa delle presenze e delle reti in nazionale ― Italia | Cronologia completa delle presenze e delle reti in nazionale ― Italia | Cronologia completa delle presenze e delle reti in nazionale ― Italia | Cronologia completa delle presenze e delle reti in nazionale ― Italia | Cronologia completa delle presenze e delle reti in nazionale ― Italia |
| Data                                                                  | Città                                                                 | In casa                                                               | Risultato                                                             | Ospiti                                                                | Competizione                                                          | Reti                                                                  | Note                                                                  |
| --------------------------------------------------------------------- | --------------------------------------------------------------------- | --------------------------------------------------------------------- | --------------------------------------------------------------------- | --------------------------------------------------------------------- | --------------------------------------------------------------------- | --------------------------------------------------------------------- | --------------------------------------------------------------------- |
| 11-6-2017                                                             | Udine                                                                 | Italia                                                                | 5 – 0                                                                 | Liechtenstein                                                         | Qual. Mondiali 2018                                                   | -                                                                     |                                                                       |
| 23-3-2018                                                             | Manchester                                                            | Italia                                                                | 0 – 2                                                                 | Argentina                                                             | Amichevole                                                            | -                                                                     | 61’                                                                   |
| 27-3-2018                                                             | Londra                                                                | Inghilterra                                                           | 1 – 1                                                                 | Italia                                                                | Amichevole                                                            | -                                                                     | 79’                                                                   |
| 28-5-2018                                                             | San Gallo                                                             | Italia                                                                | 2 – 1                                                                 | Arabia Saudita                                                        | Amichevole                                                            | -                                                                     | 74’                                                                   |
| 1-6-2018                                                              | Nizza                                                                 | Francia                                                               | 3 – 1                                                                 | Italia                                                                | Amichevole                                                            | -                                                                     | 42’ 66’                                                               |
| 4-6-2018                                                              | Torino                                                                | Italia                                                                | 1 – 1                                                                 | Paesi Bassi                                                           | Amichevole                                                            | -                                                                     | 87’                                                                   |
| 7-9-2018                                                              | Bologna                                                               | Italia                                                                | 1 – 1                                                                 | Polonia                                                               | UEFA Nations League 2018-2019 - 1º turno                              | -                                                                     | 46’                                                                   |
| 10-10-2018                                                            | Genova                                                                | Italia                                                                | 1 – 1                                                                 | Ucraina                                                               | Amichevole                                                            | -                                                                     | 78’                                                                   |
| 17-11-2018                                                            | Milano                                                                | Italia                                                                | 0 – 0                                                                 | Portogallo                                                            | UEFA Nations League 2018-2019 - 1º turno                              | -                                                                     | 81’                                                                   |
| 8-6-2019                                                              | Atene                                                                 | Grecia                                                                | 0 – 3                                                                 | Italia                                                                | Qual. Euro 2020                                                       | -                                                                     | 81’                                                                   |
| 5-9-2019                                                              | Erevan                                                                | Armenia                                                               | 1 – 3                                                                 | Italia                                                                | Qual. Euro 2020                                                       | 1                                                                     | 62’                                                                   |
| 8-9-2019                                                              | Tampere                                                               | Finlandia                                                             | 1 – 2                                                                 | Italia                                                                | Qual. Euro 2020                                                       | -                                                                     |                                                                       |
| 4-9-2020                                                              | Firenze                                                               | Italia                                                                | 1 – 1                                                                 | Bosnia ed Erzegovina                                                  | UEFA Nations League 2020-2021 - 1º turno                              | -                                                                     | 86’                                                                   |
| 11-10-2020                                                            | Danzica                                                               | Polonia                                                               | 0 – 0                                                                 | Italia                                                                | UEFA Nations League 2020-2021 - 1º turno                              | -                                                                     | 83’                                                                   |
| 14-10-2020                                                            | Bergamo                                                               | Italia                                                                | 1 – 1                                                                 | Paesi Bassi                                                           | UEFA Nations League 2020-2021 - 1º turno                              | 1                                                                     | 72’                                                                   |
| 25-3-2021                                                             | Parma                                                                 | Italia                                                                | 2 – 0                                                                 | Irlanda del Nord                                                      | Qual. Mondiali 2022                                                   | -                                                                     | 63’                                                                   |
| 31-3-2021                                                             | Vilnius                                                               | Lituania                                                              | 0 – 2                                                                 | Italia                                                                | Qual. Mondiali 2022                                                   | -                                                                     | 14’ 46’                                                               |
| 2-9-2021                                                              | Firenze                                                               | Italia                                                                | 1 – 1                                                                 | Bulgaria                                                              | Qual. Mondiali 2022                                                   | -                                                                     | 90+1’                                                                 |
| 6-10-2021                                                             | Milano                                                                | Italia                                                                | 1 – 2                                                                 | Spagna                                                                | UEFA Nations League 2020-2021 - Semifinale                            | 1                                                                     | 64’                                                                   |
| 10-10-2021                                                            | Torino                                                                | Italia                                                                | 2 – 1                                                                 | Belgio                                                                | UEFA Nations League 2020-2021 - Finale 3º posto                       | -                                                                     | 70’                                                                   |
| 24-3-2022                                                             | Palermo                                                               | Italia                                                                | 0 – 1                                                                 | Macedonia del Nord                                                    | Qual. Mondiali 2022                                                   | -                                                                     | 77’                                                                   |
| 4-6-2022                                                              | Bologna                                                               | Italia                                                                | 1 – 1                                                                 | Germania                                                              | UEFA Nations League 2022-2023 - 1º turno                              | 1                                                                     | 51’                                                                   |
| 7-6-2022                                                              | Cesena                                                                | Italia                                                                | 2 – 1                                                                 | Ungheria                                                              | UEFA Nations League 2022-2023 - 1º turno                              | 1                                                                     | 66’                                                                   |
| 11-6-2022                                                             | Wolverhampton                                                         | Inghilterra                                                           | 0 – 0                                                                 | Italia                                                                | UEFA Nations League 2022-2023 - 1º turno                              | -                                                                     | 65’                                                                   |
| 23-3-2023                                                             | Napoli                                                                | Italia                                                                | 1 – 2                                                                 | Inghilterra                                                           | Qual. Euro 2024                                                       | -                                                                     | 69’                                                                   |
| 18-6-2023                                                             | Enschede                                                              | Paesi Bassi                                                           | 2 – 3                                                                 | Italia                                                                | UEFA Nations League 2022-2023 - Finale 3º posto                       | -                                                                     | 86’                                                                   |
| 21-3-2024                                                             | Fort Lauderdale                                                       | Venezuela                                                             | 1 – 2                                                                 | Italia                                                                | Amichevole                                                            | -                                                                     | 66’                                                                   |
| 24-3-2024                                                             | Harrison                                                              | Ecuador                                                               | 0 – 2                                                                 | Italia                                                                | Amichevole                                                            | 1                                                                     | 67’                                                                   |
| 4-6-2024                                                              | Bologna                                                               | Italia                                                                | 0 – 0                                                                 | Turchia                                                               | Amichevole                                                            | -                                                                     | 68’                                                                   |
| 9-6-2024                                                              | Empoli                                                                | Italia                                                                | 1 – 0                                                                 | Bosnia ed Erzegovina                                                  | Amichevole                                                            | -                                                                     | 65’                                                                   |
| 15-6-2024                                                             | Dortmund                                                              | Italia                                                                | 2 – 1                                                                 | Albania                                                               | Euro 2024 - 1º turno                                                  | -                                                                     | 22’ 77’                                                               |
| 20-6-2024                                                             | Gelsenkirchen                                                         | Spagna                                                                | 1 – 0                                                                 | Italia                                                                | Euro 2024 - 1º turno                                                  | -                                                                     | 82’                                                                   |
| 24-6-2024                                                             | Lipsia                                                                | Croazia                                                               | 1 – 1                                                                 | Italia                                                                | Euro 2024 - 1º turno                                                  | -                                                                     | 46’                                                                   |
| 29-6-2024                                                             | Berlino                                                               | Svizzera                                                              | 2 – 0                                                                 | Italia                                                                | Euro 2024 - Ottavi di finale                                          | -                                                                     | 75’                                                                   |
| 6-9-2024                                                              | Parigi                                                                | Francia                                                               | 1 – 3                                                                 | Italia                                                                | UEFA Nations League 2024-2025 - 1º turno                              | -                                                                     | 46’                                                                   |
| 10-10-2024                                                            | Roma                                                                  | Italia                                                                | 2 – 2                                                                 | Belgio                                                                | UEFA Nations League 2024-2025 - 1º turno                              | -                                                                     | 38’                                                                   |
| Totale                                                                |                                                                       | Presenze                                                              | 36                                                                    |                                                                       | Reti                                                                  | 6                                                                     |                                                                       |

| Cronologia completa delle presenze e delle reti in nazionale ― Italia under 21 | Cronologia completa delle presenze e delle reti in nazionale ― Italia under 21 | Cronologia completa delle presenze e delle reti in nazionale ― Italia under 21 | Cronologia completa delle presenze e delle reti in nazionale ― Italia under 21 | Cronologia completa delle presenze e delle reti in nazionale ― Italia under 21 | Cronologia completa delle presenze e delle reti in nazionale ― Italia under 21 | Cronologia completa delle presenze e delle reti in nazionale ― Italia under 21 | Cronologia completa delle presenze e delle reti in nazionale ― Italia under 21 |
| Data                                                                           | Città                                                                          | In casa                                                                        | Risultato                                                                      | Ospiti                                                                         | Competizione                                                                   | Reti                                                                           | Note                                                                           |
| ------------------------------------------------------------------------------ | ------------------------------------------------------------------------------ | ------------------------------------------------------------------------------ | ------------------------------------------------------------------------------ | ------------------------------------------------------------------------------ | ------------------------------------------------------------------------------ | ------------------------------------------------------------------------------ | ------------------------------------------------------------------------------ |
| 2-6-2016                                                                       | Venezia                                                                        | Italia under 21                                                                | 0 – 1                                                                          | Francia under 21                                                               | Amichevole                                                                     | -                                                                              |                                                                                |
| 2-9-2016                                                                       | Vicenza                                                                        | Italia under 21                                                                | 1 – 1                                                                          | Serbia under 21                                                                | Qual. Europeo Under-21 2017                                                    | -                                                                              | 68’                                                                            |
| 6-9-2016                                                                       | La Spezia                                                                      | Italia under 21                                                                | 3 – 0                                                                          | Andorra under 21                                                               | Qual. Europeo Under-21 2017                                                    | 1                                                                              | 74’                                                                            |
| 10-11-2016                                                                     | Southampton                                                                    | Inghilterra under 21                                                           | 3 – 2                                                                          | Italia under 21                                                                | Amichevole                                                                     | -                                                                              | 51’ 90+2’                                                                      |
| 14-11-2016                                                                     | Bergamo                                                                        | Italia under 21                                                                | 0 – 0                                                                          | Danimarca under 21                                                             | Amichevole                                                                     | -                                                                              | 61’                                                                            |
| 23-3-2017                                                                      | Cracovia                                                                       | Polonia under 21                                                               | 1 – 2                                                                          | Italia under 21                                                                | Amichevole                                                                     | 1                                                                              | 85’                                                                            |
| 27-3-2017                                                                      | Roma                                                                           | Italia under 21                                                                | 1 – 2                                                                          | Spagna under 21                                                                | Amichevole                                                                     | 1                                                                              | 83’                                                                            |
| 18-6-2017                                                                      | Cracovia                                                                       | Danimarca under 21                                                             | 0 – 2                                                                          | Italia under 21                                                                | Europeo Under-21 2017 - 1º turno                                               | 1                                                                              |                                                                                |
| 21-6-2017                                                                      | Tychy                                                                          | Rep. Ceca under 21                                                             | 3 – 1                                                                          | Italia under 21                                                                | Europeo Under-21 2017 - 1º turno                                               | -                                                                              |                                                                                |
| 24-6-2017                                                                      | Cracovia                                                                       | Italia under 21                                                                | 1 – 0                                                                          | Germania under 21                                                              | Europeo Under-21 2017 - 1º turno                                               | -                                                                              |                                                                                |
| 27-6-2017                                                                      | Cracovia                                                                       | Italia under 21                                                                | 1 – 3                                                                          | Spagna under 21                                                                | Europeo Under-21 2017 - Semifinale                                             | -                                                                              |                                                                                |
| 16-6-2019                                                                      | Bologna                                                                        | Italia under 21                                                                | 3 – 1                                                                          | Spagna under 21                                                                | Europeo Under-21 2019 - 1º turno                                               | 1                                                                              |                                                                                |
| 19-6-2019                                                                      | Bologna                                                                        | Italia under 21                                                                | 0 – 1                                                                          | Polonia under 21                                                               | Europeo Under-21 2019 - 1º turno                                               | -                                                                              |                                                                                |
| 22-6-2019                                                                      | Reggio Emilia                                                                  | Belgio under 21                                                                | 1 – 3                                                                          | Italia under 21                                                                | Europeo Under-21 2019 - 1º turno                                               | -                                                                              | 79’                                                                            |
| Totale                                                                         |                                                                                | Presenze                                                                       | 14                                                                             |                                                                                | Reti                                                                           | 5                                                                              |                                                                                |

| Cronologia completa delle presenze e delle reti in nazionale ― Italia under 20 | Cronologia completa delle presenze e delle reti in nazionale ― Italia under 20 | Cronologia completa delle presenze e delle reti in nazionale ― Italia under 20 | Cronologia completa delle presenze e delle reti in nazionale ― Italia under 20 | Cronologia completa delle presenze e delle reti in nazionale ― Italia under 20 | Cronologia completa delle presenze e delle reti in nazionale ― Italia under 20 | Cronologia completa delle presenze e delle reti in nazionale ― Italia under 20 | Cronologia completa delle presenze e delle reti in nazionale ― Italia under 20 |
| Data                                                                           | Città                                                                          | In casa                                                                        | Risultato                                                                      | Ospiti                                                                         | Competizione                                                                   | Reti                                                                           | Note                                                                           |
| ------------------------------------------------------------------------------ | ------------------------------------------------------------------------------ | ------------------------------------------------------------------------------ | ------------------------------------------------------------------------------ | ------------------------------------------------------------------------------ | ------------------------------------------------------------------------------ | ------------------------------------------------------------------------------ | ------------------------------------------------------------------------------ |
| 3-9-2015                                                                       | Lucca                                                                          | Italia under 20                                                                | 0 – 2                                                                          | Germania under 20                                                              | Torneo Quattro Nazioni                                                         | -                                                                              | 74’                                                                            |
| 8-9-2015                                                                       | Martigny                                                                       | Svizzera under 20                                                              | 0 – 0                                                                          | Italia under 20                                                                | Torneo Quattro Nazioni                                                         | -                                                                              | 82’                                                                            |
| Totale                                                                         |                                                                                | Presenze                                                                       | 2                                                                              |                                                                                | Reti                                                                           | 0                                                                              |                                                                                |

| Cronologia completa delle presenze e delle reti in nazionale ― Italia under 19 | Cronologia completa delle presenze e delle reti in nazionale ― Italia under 19 | Cronologia completa delle presenze e delle reti in nazionale ― Italia under 19 | Cronologia completa delle presenze e delle reti in nazionale ― Italia under 19 | Cronologia completa delle presenze e delle reti in nazionale ― Italia under 19 | Cronologia completa delle presenze e delle reti in nazionale ― Italia under 19 | Cronologia completa delle presenze e delle reti in nazionale ― Italia under 19 | Cronologia completa delle presenze e delle reti in nazionale ― Italia under 19 |
| Data                                                                           | Città                                                                          | In casa                                                                        | Risultato                                                                      | Ospiti                                                                         | Competizione                                                                   | Reti                                                                           | Note                                                                           |
| ------------------------------------------------------------------------------ | ------------------------------------------------------------------------------ | ------------------------------------------------------------------------------ | ------------------------------------------------------------------------------ | ------------------------------------------------------------------------------ | ------------------------------------------------------------------------------ | ------------------------------------------------------------------------------ | ------------------------------------------------------------------------------ |
| 5-3-2014                                                                       | Fermo                                                                          | Italia under 19                                                                | 1 – 1                                                                          | Germania under 19                                                              | Amichevole                                                                     | -                                                                              | 68’                                                                            |
| 16-4-2014                                                                      | Meyrin                                                                         | Svizzera under 19                                                              | 2 – 4                                                                          | Italia under 19                                                                | Amichevole                                                                     | -                                                                              | 62’                                                                            |
| 24-5-2014                                                                      | Sliven                                                                         | Rep. Ceca under 19                                                             | 1 – 0                                                                          | Italia under 19                                                                | Qual. Europeo Under-19 2014                                                    | -                                                                              |                                                                                |
| 26-5-2014                                                                      | Stara Zagora                                                                   | Italia under 19                                                                | 1 – 3                                                                          | Svezia under 19                                                                | Qual. Europeo Under-19 2014                                                    | -                                                                              | 85’                                                                            |
| 29-5-2014                                                                      | Stara Zagora                                                                   | Bulgaria under 19                                                              | 1 – 1                                                                          | Italia under 19                                                                | Qual. Europeo Under-19 2014                                                    | -                                                                              |                                                                                |
| 5-9-2014                                                                       | Trnava                                                                         | Slovacchia under 19                                                            | 1 – 1                                                                          | Italia under 19                                                                | Amichevole                                                                     | 1                                                                              |                                                                                |
| 9-9-2014                                                                       | Niepołomice                                                                    | Polonia under 19                                                               | 1 – 2                                                                          | Italia under 19                                                                | Amichevole                                                                     | -                                                                              | 34’                                                                            |
| 10-10-2014                                                                     | Novi Sad                                                                       | Italia under 19                                                                | 3 – 0                                                                          | Armenia under 19                                                               | Qual. Europeo Under-19 2015                                                    | -                                                                              | 21’                                                                            |
| 12-10-2014                                                                     | Novi Sad                                                                       | Italia under 19                                                                | 6 – 0                                                                          | San Marino under 19                                                            | Qual. Europeo Under-19 2015                                                    | -                                                                              | cap.                                                                           |
| 15-10-2014                                                                     | Novi Sad                                                                       | Serbia under 19                                                                | 1 – 3                                                                          | Italia under 19                                                                | Qual. Europeo Under-19 2015                                                    | -                                                                              |                                                                                |
| 14-11-2014                                                                     | Rotherham                                                                      | Inghilterra under 19                                                           | 3 – 0                                                                          | Italia under 19                                                                | Amichevole                                                                     | -                                                                              | cap.                                                                           |
| 17-12-2014                                                                     | Viterbo                                                                        | Italia under 19                                                                | 3 – 1                                                                          | Albania under 19                                                               | Amichevole                                                                     | -                                                                              | cap. 63’                                                                       |
| 21-1-2015                                                                      | Tubeke                                                                         | Belgio under 19                                                                | 0 – 2                                                                          | Italia under 19                                                                | Amichevole                                                                     | -                                                                              | cap.                                                                           |
| 26-3-2015                                                                      | Enzesfeld-Lindabrunn                                                           | Italia under 19                                                                | 2 – 2                                                                          | Croazia under 19                                                               | Qual. Europeo Under-19 2015                                                    | -                                                                              | cap.                                                                           |
| 28-3-2015                                                                      | Enzesfeld-Lindabrunn                                                           | Italia under 19                                                                | 0 – 0                                                                          | Scozia under 19                                                                | Qual. Europeo Under-19 2015                                                    | -                                                                              | cap. 32’                                                                       |
| Totale                                                                         |                                                                                | Presenze                                                                       | 15                                                                             |                                                                                | Reti                                                                           | 1                                                                              |                                                                                |

## Palmarès

### Club
- UEFA Conference League: 1

Roma: 2021-2022

### Individuale
- Squadra della stagione della UEFA Europa League: 2

2020-2021, 2022-2023
- Squadra della stagione della UEFA Europa Conference League: 1

2021-2022
- Calciatore dell'anno della UEFA Europa Conference League: 1

2021-2022